# Processus musculares
Processus musculares – apodema wchodząca w skład żeńskich genitaliów błonkówek.
Apodema ta wyrasta grzbietowo z proksymalnej części drugiej walwuli (ang. second valvula) w kierunku błony genitalnej (ang. genital membrane). Służy ona za punkt przyczepu mięśnia posterior second valvifer-second valvula muscle.